# コーリー・スピンクス
コーリー・スピンクス（Cory Spinks、1978年2月20日 - ）は、アメリカ合衆国の男性プロボクサー。ミズーリ州セントルイス出身。元WBAスーパー・WBC・IBF世界ウェルター級統一王者。元IBF世界スーパーウェルター級王者。世界2階級制覇王者。
ボクシング一家に育ち、父親は元世界王者のレオン・スピンクスであり、叔父も元世界王者のマイケル・スピンクスである。そのため「Next Generation（ネクストジェネレーション）」の愛称を持っている。父親、叔父とは全くタイプが異なり、速いスピード・防御技術を活かしフットワークを使ったアウトボクシングが持ち味。

## 来歴

### アマチュア時代
1978年にセントルイスで彼の父親レオン・スピンクスがモハメド・アリを破って世界王者になった5日後に生まれた。ボクシングは16歳で始め、すぐにその受け継いだセンスを発揮し始めた。1997年にはナショナルゴールデングローブチャンピオンになった。その後、プロ入りを決意する。アマチュア時代の戦績は78勝3敗。

### プロボクサー時代

#### ウェルター級時代
1997年11月21日にプロデビューする。
1998年12月12日に初のタイトル戦をIBA世界スーパーライト級王者アントニオ・ディアス（メキシコ）と行うが、12回判定負けで王座獲得ならず。
2000年9月17日にNABO北米ウェルター級王座を獲得した。
2001年8月17日には空位のUSBAウェルター級王座を獲得。
2002年4月13日には2回目の世界王座戦としてミケーレ・ピッチリーロ（イタリア）とIBF世界ウェルター級王座決定戦を行い、これも判定で敗れ世界王座獲得ならず。
2002年8月23日にミケーレ・ピッチリーロへの挑戦権を賭けラファエル・ピネダ（コロンビア）と対戦しピネダを破って挑戦権を獲得。2003年3月22日にIBF世界ウェルター級王者ミケーレ・ピッチリーロと再戦し、3-0の判定勝ちで王座を獲得した。
2003年12月13日、WBAスーパー・WBC世界ウェルター級王者のリカルド・マヨルガ（ニカラグア）と王座統一戦を行い、2-0の判定勝ちで3団体世界王座の統一に成功した。この試合は8大タイトルマッチの一環として行われた。
2005年2月5日、ザブ・ジュダー（アメリカ）と対戦するが9回2分49秒TKO負けを喫し、王座から陥落した。

#### スーパーウェルター級時代
ジュダーに敗れた後、彼は約1年半ほど試合を離れた。スーパーウェルター級に1階級上げて、復帰第1戦が世界王座戦になった。
2006年7月8日、IBF世界スーパーウェルター級王者ローマン・カルマジン（ロシア）と対戦。ブランクがあったため、試合前にはそれを心配する声も多かったが、結果は僅差の2-0判定で勝利して2階級制覇に成功した。

#### ミドル級へ挑戦
2階級制覇に成功したスピンクスは、さらにミドル級に上げて3階級制覇を目指した。2007年5月19日にIBF世界スーパーウェルター級王座を保持したままWBC・WBO世界ミドル級王者ジャーメイン・テイラーに挑戦する。テイラーもビッグネームとの対戦を求めておりそのために実現したビッグマッチであった。結果はお互いに相手の出方を伺いながらカウンターを狙う、といった膠着状態に近い試合となり、1-2の僅差判定負けで、3階級制覇ならず。
2008年3月27日、バーノ・フィリップス（アメリカ）と対戦し、1-2の判定負けで王座から陥落した。
2009年4月24日、IBF世界スーパーウェルター級王座決定戦でデアンドレイ・ラティモア（アメリカ）と対戦し、2-1の判定勝ちで王座に返り咲いた。
2010年8月7日、コーネリアス・バンドレイジ（アメリカ）と対戦し、5回TKO負けで王座から陥落した。
2012年6月30日、IBF世界スーパーウェルター級王者コーネリアス・バンドレイジ（アメリカ）に挑戦し、2年ぶりの再戦で7回TKO負けを喫し、王座返り咲きに失敗した。
2013年2月1日、カルロス・モリーナと対戦し大差判定負けを喫し現役を引退した。

## 獲得タイトル
- IBF世界ウェルター級王座（防衛3度）
- WBA世界ウェルター級スーパー王座（防衛2度）
- WBC世界ウェルター級王座（防衛2度）
- IBF世界スーパーウェルター級王座（1度目は防衛1度、2度目は防衛0度）